# Кроуч-гілл (станція)
51°34′17″ пн. ш. 0°07′02″ зх. д. / 51.5713° пн. ш. 0.1171° зх. д.
Кроуч-гілл (англ. Crouch Hill) - станція London Overground лінії Госпел-Оук — Баркінг, розташована у районі Кроуч-гілл у 3-й тарифній зоні, між станціями Аппер-Голловей та Герінгі-Грін-лейнс, за 6.1 км від Сент-Панкрас. В 2019 році пасажирообіг станції — 0.597 млн осіб
Конструкція станції: наземна відкрита з двома прямими береговими платформами.
- 21 липня 1868: відкриття станції.

## Пересадки
- на автобуси London Buses маршрутів: 210 та W7.